# Blufi
Blufi település Olaszországban, Szicília régióban, Palermo megyében. Lakosainak száma 876 fő (2023. január 1.). Blufi Alimena, Bompietro, Gangi, Petralia Soprana, Petralia Sottana és Resuttano községekkel határos.

## Népesség
A település népességének változása:
| Lakosok száma | 1011 | 973  | 876  |
|               | 2017 | 2018 | 2023 |